# Chris Womersley
Chris Womersley, właśc. Christopher Peter Womersley (ur. 7 stycznia 1949 w Christchurch) – nowozelandzki narciarz alpejski, olimpijczyk.
Na zimowych igrzyskach olimpijskich w Sapporo wystartował w zjeździe i slalomie gigancie plasując się odpowiednio na pozycjach 41. i 35., slalomu zaś nie ukończył. Cztery lata wcześniej również znajdował się w składzie reprezentacji, jednak z powodu kontuzji nie wystartował w żadnej konkurencji.
Brat Cecilii Womersley, również alpejki olimpijki.